# 日本の鉄道駅一覧 く-け
| あ | い | う-え   | お        | か    | き | く-け |
| こ | さ | し-しも | しや-しん | す-そ | た | ち-て |
| と | な | に      | ぬ-の     | は    | ひ | ふ-ほ |
| ま | み | む-も   | や-わ行   |       |    |       |

日本の鉄道駅一覧 く-けは、日本の鉄道駅のうち、く、けで始まるものの一覧である。

## く
- 杭瀬駅（くいせえき）
- くいな橋駅（くいなばしえき）
- 空港第2ビル駅（くうこうだいにビルえき）
- 空港通り駅（くうこうどおりえき）
- 玖珂駅（くがえき）
- 久が原駅（くがはらえき・東急池上線）
- 久我原駅（くがはらえき・いすみ鉄道いすみ線）
- 久我山駅（くがやまえき）
- 久喜駅（くきえき・東日本旅客鉄道東北本線・東武伊勢崎線）
- 九鬼駅（くきえき・東海旅客鉄道紀勢本線）
- 久々野駅（くぐのえき）
- 久々原駅（くぐはらえき）
- 久下田駅（くげたえき）
- 鵠沼駅（くげぬまえき）
- 鵠沼海岸駅（くげぬまかいがんえき）
- 久下村駅（くげむらえき）
- 草江駅（くさええき）
- 日下駅（くさかえき）
- 区界駅（くざかいえき）
- 久崎駅（くざきえき）
- 草津駅 (滋賀県)（くさつえき・西日本旅客鉄道東海道本線・草津線）
- 草津駅 (広島県)（くさつえき・広島電鉄宮島線）
- 草津南駅（くさつみなみえき）
- 草薙駅 (JR東海)（くさなぎえき・東海旅客鉄道東海道本線）
- 草薙駅 (静岡鉄道)（くさなぎえき・静岡鉄道静岡清水線）
- 草野駅 (福島県)（くさのえき・東日本旅客鉄道常磐線）
- 草野駅 (兵庫県)（くさのえき・西日本旅客鉄道福知山線）
- 朽網駅（くさみえき）
- 草道駅（くさみちえき）
- 串駅（くしえき）
- 久地駅（くじえき・東日本旅客鉄道南武線）
- 久慈駅（くじえき・東日本旅客鉄道八戸線・三陸鉄道リアス線）
- 櫛ケ浜駅（くしがはまえき）
- 串木野駅（くしきのえき）
- 櫛田駅（くしだえき）
- 櫛田神社前駅（くしだじんじゃまええき）
- 串間駅（くしまえき）
- 串本駅（くしもとえき）
- 九条駅 (奈良県)（くじょうえき・近鉄橿原線）
- 九条駅 (京都府)（くじょうえき・京都市営地下鉄烏丸線）
- 九条駅 (大阪府)（くじょうえき・Osaka Metro中央線・阪神なんば線）
- 公庄駅（ぐじょうえき）
- 郡上八幡駅（ぐじょうはちまんえき）
- 郡上大和駅（ぐじょうやまとえき）
- 鯨波駅（くじらなみえき）
- 釧路駅（くしろえき・北海道旅客鉄道根室本線）
- 久代駅（くしろえき・西日本旅客鉄道山陰本線）
- 釧路貨物駅（くしろかもつえき）
- 釧路湿原駅（くしろしつげんえき）
- 櫛原駅（くしわらえき）
- 楠駅（くすえき）
- 葛駅（くずえき）
- 葛生駅（くずうえき）
- 葛岡駅（くずおかえき）
- 久寿川駅（くすがわえき）
- 楠久駅（くすくえき）
- 樟葉駅（くずはえき）
- 楠橋駅（くすばしえき）
- 久住駅（くずみえき）
- 薬水駅（くすりみずえき）
- 九頭竜湖駅（くずりゅうこえき）
- 久世駅（くせえき）
- 久谷駅（くたにえき）
- 久田野駅（くたのえき）
- 下松駅 (山口県)（くだまつえき・西日本旅客鉄道山陽本線）
- 百済貨物ターミナル駅（くだらかもつターミナルえき）
- 九段下駅（くだんしたえき）
- 沓掛駅（くつかけえき）
- 久津川駅（くつかわえき）
- 倶知安駅（くっちゃんえき）
- 久手駅（くてえき）
- 具同駅（ぐどうえき）
- 九度山駅（くどやまえき）
- 久那土駅（くなどえき）
- 国定駅（くにさだえき）
- 柴島駅（くにじまえき）
- 国立駅（くにたちえき）
- 国英駅（くにふさえき）
- 国見駅 (宮城県)（くにみえき・東日本旅客鉄道仙山線）
- 国見駅 (高知県)（くにみえき・土佐くろしお鉄道宿毛線）
- 国谷駅（くにやえき）
- 国吉駅（くによしえき）
- くぬぎ山駅（くぬぎやまえき）
- 久根別駅（くねべつえき）
- 玖波駅（くばえき）
- 久原駅（くばらえき）
- くびき駅
- 頸城大野駅（くびきおおのえき）
- 窪川駅（くぼかわえき）
- 久保田駅 (秋田県)（くぼたえき・由利高原鉄道鳥海山ろく線）
- 久保田駅 (佐賀県)（くぼたえき・九州旅客鉄道長崎本線・唐津線）
- 九品寺交差点停留場（くほんじこうさてんていりゅうじょう）
- 九品仏駅（くほんぶつえき）
- 熊ケ根駅（くまがねえき）
- 熊谷駅（くまがやえき）
- 熊谷貨物ターミナル駅（くまがやかもつターミナルえき）
- 熊川駅（くまがわえき）
- 熊崎駅（くまさきえき）
- 熊取駅（くまとりえき）
- 熊西駅（くまにしえき）
- 熊野市駅（くまのしえき）
- 隈之城駅（くまのじょうえき）
- 熊野前駅（くまのまええき・日暮里・舎人ライナー）
- 熊野前停留場（くまのまえていりゅうじょう・都電荒川線）
- 熊本駅（くまもとえき）
- 熊本駅前駅（くまもとえきまええき）
- 熊本高専前駅（くまもとこうせんまええき）
- 熊本城・市役所前停留場（くまもとじょう・しやくしょまえていりゅうじょう）
- 熊山駅（くまやまえき）
- 久美浜駅（くみはまえき）
- 求名駅（ぐみょうえき）
- 弘明寺駅 (京急)（ぐみょうじえき・京急本線）
- 弘明寺駅 (横浜市営地下鉄)（ぐみょうじえき・横浜市営地下鉄ブルーライン）
- 玖村駅（くむらえき）
- 久米駅（くめえき）
- 久米川駅（くめがわえき）
- 久米田駅（くめだえき）
- 雲井駅（くもいえき）
- 公文明駅（くもんみょうえき）
- 倉賀野駅（くらがのえき）
- 苦楽園口駅（くらくえんぐちえき）
- 倉敷駅（くらしきえき）
- 倉敷貨物ターミナル駅（くらしきかもつターミナルえき）
- 倉敷市駅（くらしきしえき）
- 鞍手駅（くらてえき）
- 倉永駅（くらながえき）
- 倉橋駅（くらはしえき）
- 鞍馬駅（くらまえき）
- 蔵前駅（くらまええき）
- 鞍馬口駅（くらまぐちえき）
- 倉見駅（くらみえき）
- 倉本駅（くらもとえき・東海旅客鉄道中央本線）
- 蔵本駅（くらもとえき・四国旅客鉄道徳島線）
- 倉吉駅（くらよしえき）
- グランド通停留場（グランドどおりていりゅうじょう）
- グランドプラザ前停留場（グランドプラザまえていりゅうじょう）
- グリーンスタジアム前停留場（グリーンスタジアムまえていりゅうじょう）
- 栗丘駅（くりおかえき）
- 倶利伽羅駅（くりからえき）
- 栗熊駅（くりくまえき）
- くりこま高原駅（くりこまこうげんえき）
- 栗沢駅（くりさわえき）
- 栗野駅（くりのえき）
- 栗橋駅（くりはしえき）
- 久里浜駅（くりはまえき）
- 栗平駅（くりひらえき）
- 厨川駅（くりやがわえき）
- 栗山駅（くりやまえき）
- 車折神社駅（くるまざきじんじゃえき）
- 車道駅（くるまみちえき）
- 久留米駅（くるめえき）
- 久留米高校前駅（くるめこうこうまええき）
- 久留米大学前駅（くるめだいがくまええき）
- 久留里駅（くるりえき）
- 呉駅（くれえき）
- 呉羽駅（くれはえき）
- 呉ポートピア駅（くれポートピアえき）
- 黒井駅 (新潟県)（くろいえき・東日本旅客鉄道信越本線）
- 黒井駅 (兵庫県)（くろいえき・西日本旅客鉄道福知山線）
- 黒石駅 (青森県)（くろいしえき・弘南鉄道弘南線）
- 黒石駅 (熊本県)（くろいしえき・熊本電気鉄道菊池線）
- 黒磯駅（くろいそえき）
- 黒井村駅（くろいむらえき）
- 黒岩駅（くろいわえき）
- 九郎原駅（くろうばるえき）
- 黒江駅（くろええき）
- 黒髪町駅（くろかみまちえき）
- 黒川駅 (神奈川県)（くろかわえき・小田急多摩線）
- 黒川駅 (愛知県)（くろかわえき・名古屋市営地下鉄名城線）
- 黒川駅 (香川県)（くろかわえき・四国旅客鉄道土讃線）
- 黒子駅（くろごえき）
- 黒川駅 (佐賀県)（くろごうえき・松浦鉄道西九州線）
- 黒坂駅（くろさかえき）
- 黒崎駅（くろさきえき）
- 黒崎駅前駅（くろさきえきまええき）
- 黒笹駅（くろざさえき）
- 黒沢駅 (秋田県横手市)（くろさわえき・東日本旅客鉄道北上線）
- 黒沢駅 (秋田県由利本荘市)（くろさわえき・由利高原鉄道鳥海山ろく線）
- 黒田駅 (愛知県)（くろだえき・名古屋鉄道名古屋本線）
- 黒田駅 (奈良県)（くろだえき・近鉄田原本線）
- 黒田庄駅（くろだしょうえき）
- 黒田原駅（くろだはらえき）
- 黒薙駅（くろなぎえき）
- 黒姫駅（くろひめえき）
- 黒部駅（くろべえき）
- 黒部宇奈月温泉駅（くろべうなづきおんせんえき）
- 黒部湖駅（くろべこえき）
- 黒部平駅（くろべだいらえき）
- 黒松駅 (宮城県)（くろまつえき・仙台市地下鉄南北線）
- 黒松駅 (島根県)（くろまつえき・西日本旅客鉄道山陰本線）
- 黒松内駅（くろまつないえき）
- 黒山駅（くろやまえき）
- 桑川駅（くわがわえき）
- 桑名駅（くわなえき）
- 桑名川駅（くわながわえき）
- 桑野駅（くわのえき）
- 桑町駅（くわまちえき）
- 神水交差点停留場（くわみずこうさてんていりゅうじょう）
- 栗田駅（くんだえき）
- 郡中駅（ぐんちゅうえき）
- 郡中港駅（ぐんちゅうこうえき）
- 国縫駅（くんぬいえき）
- 群馬大津駅（ぐんまおおつえき）
- 群馬総社駅（ぐんまそうじゃえき）
- 群馬原町駅（ぐんまはらまちえき）
- 群馬藤岡駅（ぐんまふじおかえき）
- 群馬八幡駅（ぐんまやわたえき）

## け
- 蹴上駅（けあげえき）
- 京王稲田堤駅（けいおういなだづつみえき）
- 京王片倉駅（けいおうかたくらえき）
- 京王多摩川駅（けいおうたまがわえき）
- 京王多摩センター駅（けいおうたまセンターえき）
- 京王永山駅（けいおうながやまえき）
- 京王八王子駅（けいおうはちおうじえき）
- 京王堀之内駅（けいおうほりのうちえき）
- 京王よみうりランド駅（けいおうよみうりランドえき）
- 京急大津駅（けいきゅうおおつえき）
- 京急蒲田駅（けいきゅうかまたえき）
- 京急川崎駅（けいきゅうかわさきえき）
- 京急久里浜駅（けいきゅうくりはまえき）
- 京急新子安駅（けいきゅうしんこやすえき）
- 京急田浦駅（けいきゅうたうらえき）
- 京急鶴見駅（けいきゅうつるみえき）
- 京急富岡駅（けいきゅうとみおかえき）
- 京急長沢駅（けいきゅうながさわえき）
- 京急東神奈川駅（けいきゅうひがしかながわえき）
- 警察署前停留場（けいさつしょまえていりゅうじょう）
- 計算科学センター駅（けいさんかがくセンターえき）
- 京成稲毛駅（けいせいいなげえき）
- 京成上野駅（けいせいうえのえき）
- 京成臼井駅（けいせいうすいえき）
- 京成大久保駅（けいせいおおくぼえき）
- 京成大和田駅（けいせいおおわだえき）
- 京成金町駅（けいせいかなまちえき）
- 京成小岩駅（けいせいこいわえき）
- 京成佐倉駅（けいせいさくらえき）
- 京成酒々井駅（けいせいしすいえき）
- 京成関屋駅（けいせいせきやえき）
- 京成高砂駅（けいせいたかさごえき）
- 京成立石駅（けいせいたていしえき）
- 京成千葉駅（けいせいちばえき）
- 京成津田沼駅（けいせいつだぬまえき）
- 京成中山駅（けいせいなかやまえき）
- 京成成田駅（けいせいなりたえき）
- 京成西船駅（けいせいにしふなえき）
- 京成曳舟駅（けいせいひきふねえき）
- 京成船橋駅（けいせいふなばしえき）
- 京成幕張駅（けいせいまくはりえき）
- 京成幕張本郷駅（けいせいまくはりほんごうえき）
- 京成八幡駅（けいせいやわたえき）
- 桂川駅 (福岡県)（けいせんえき・九州旅客鉄道筑豊本線・篠栗線）
- 芸大通駅（げいだいどおりえき）
- 慶徳校前停留場（けいとくこうまえていりゅうじょう）
- 競馬場前停留場（けいばじょうまええき・函館市企業局交通部湯の川線）
- 競馬場前駅（けいばじょうまえていりゅうじょう・北九州高速鉄道小倉線）
- 京阪石山駅（けいはんいしやまえき）
- 京阪大津京駅（けいはんおおつきょうえき）
- 京阪膳所駅（けいはんぜぜえき）
- 京阪山科駅（けいはんやましなえき）
- 猊鼻渓駅（げいびけいえき）
- 京葉市原駅（けいよういちはらえき）
- 京葉久保田駅（けいようくぼたえき）
- 競輪場前駅（けいりんじょうまええき・富山地方鉄道富山港線）
- 競輪場前停留場（けいりんじょうまえていりゅうじょう・豊橋鉄道東田本線）
- ケーブル延暦寺駅（ケーブルえんりゃくじえき）
- ケーブル坂本駅（ケーブルさかもとえき）
- ケーブル八幡宮口駅（ケーブルはちまんぐうぐちえき）
- ケーブル八幡宮山上駅（ケーブルはちまんぐうさんじょうえき）
- ケーブル比叡駅（ケーブルひえいえき）
- ケーブル八瀬駅（ケーブルやせえき）
- 毛賀駅（けがえき）
- 下条駅（げじょうえき）
- 気仙沼駅（けせんぬまえき）
- 月江寺駅（げっこうじえき）
- 下馬駅（げばえき）
- 花原市駅（けばらいちえき）
- 検見川駅（けみがわえき）
- 検見川浜駅（けみがわはまえき）
- けやき台駅（けやきだいえき）
- 欅平駅（けやきだいらえき）
- 介良通停留場（けらどおりていりゅうじょう）
- 下呂駅（げろえき）
- 研究学園駅（けんきゅうがくえんえき）
- 健軍交番前停留場（けんぐんこうばんまえていりゅうじょう）
- 健軍校前停留場（けんぐんこうまえていりゅうじょう）
- 健軍町停留場（けんぐんまちていりゅうじょう）
- 源じいの森駅（げんじいのもりえき）
- 原生花園駅（げんせいかえんえき・臨時）
- 県総合運動場駅（けんそうごううんどうじょうえき）
- 県庁通り停留場（けんちょうどおりていりゅうじょう）
- 県庁前駅 (千葉県)（けんちょうまええき・千葉都市モノレール1号線）
- 県庁前停留場 (富山県)（けんちょうまえていりゅうじょう・富山地方鉄道富山市内軌道線）
- 県庁前駅 (兵庫県)（けんちょうまええき・神戸市営地下鉄山手線）
- 県庁前駅 (広島県)（けんちょうまええき・広島高速交通広島新交通1号線）
- 県庁前停留場 (愛媛県)（けんちょうまえていりゅうじょう・伊予鉄道城南線）
- 県庁前停留場 (高知県)（けんちょうまえていりゅうじょう・とさでん交通伊野線）
- 県庁前駅 (沖縄県)（けんちょうまええき・沖縄都市モノレール線）
- 源道寺駅（げんどうじえき）
- 原爆資料館停留場（げんばくしりょうかんていりゅうじょう）
- 原爆ドーム前停留場（げんばくドームまえていりゅうじょう）
- 県病院前停留場（けんびょういんまえていりゅうじょう）
- 剣淵駅（けんぶちえき）
- 玄武洞駅（げんぶどうえき）
- 剣吉駅（けんよしえき）
- 県立体育館前停留場（けんりつたいいくかんまえていりゅうじょう）
- 県立大学駅（けんりつだいがくえき）
- 県立美術館通停留場（けんりつびじゅつかんどおりていりゅうじょう）
- 県立美術館前駅（けんりつびじゅつかんまええき）